# Spirorbis jiangsuensis
Spirorbis jiangsuensis är en ringmaskart som beskrevs av Yu och Wang 1981. Spirorbis jiangsuensis ingår i släktet Spirorbis och familjen Serpulidae. Inga underarter finns listade i Catalogue of Life.